# Стоян Колев (автомобилен състезател)
Стоян Колев е български автомобилен състезател. Той е многократен национален шампион в ралитата, скоростните пистови и планински първенства. Почетен гражданин на Търговище.

## Биография
Стоян Колев е роден на 27 март 1944 година в град Търговище, където започва спортната си кариера. Преминава пред три отбора – на родния си град, в Разград и след това в ЦСКА, преди през 1969 година да се пусне в автомобилния спорт и още в същото първенство да спечели и първата си титла в клас Москвич 412. Преди да стане автомобилен състезател, Стоян Колев е бил колоездач. След травма в крака заменя двете колела, с четири.
Стоян доказва завидното си спортно дълголетие, когато през лятото на 2009 година, където заедно със своя навигатор Румен Манолов, за последно стартира в шуменското рали „Стари столици“. Тогава ветеранът е на 65 години, а с ездата си демонстрира на доста от младите пилоти, че в автомобилния спорт годините не са главното.
Почива внезапно на 7 юни 2010 година. Погребан е в гробищния парк на софийският квартал Бояна.